# شیخ‌محله (شغال‌زوزه)
شیخ‌محله (انگلیسی: Şıxməhlə) روستایی است در بخش شغال‌زوزه در شهرستان آستارا در جمهوری آذربایجان.

## ریشه واژه
معنی نام این روستا محله شیخ‌ها است.